# Pfarrkirche Altenmarkt im Yspertal

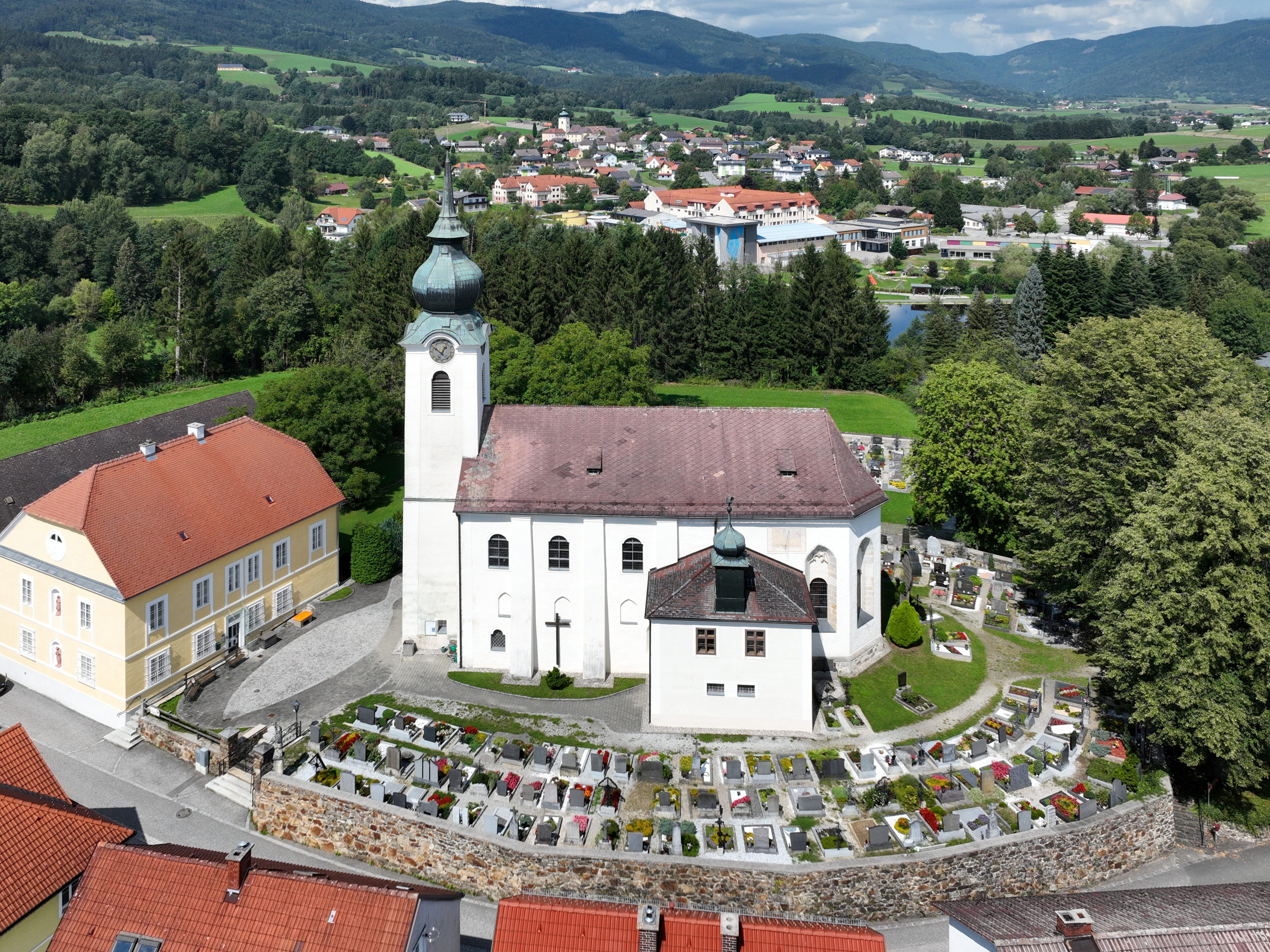
Pfarrkirche hl. Maria Magdalena in Altenmarkt im Yspertal

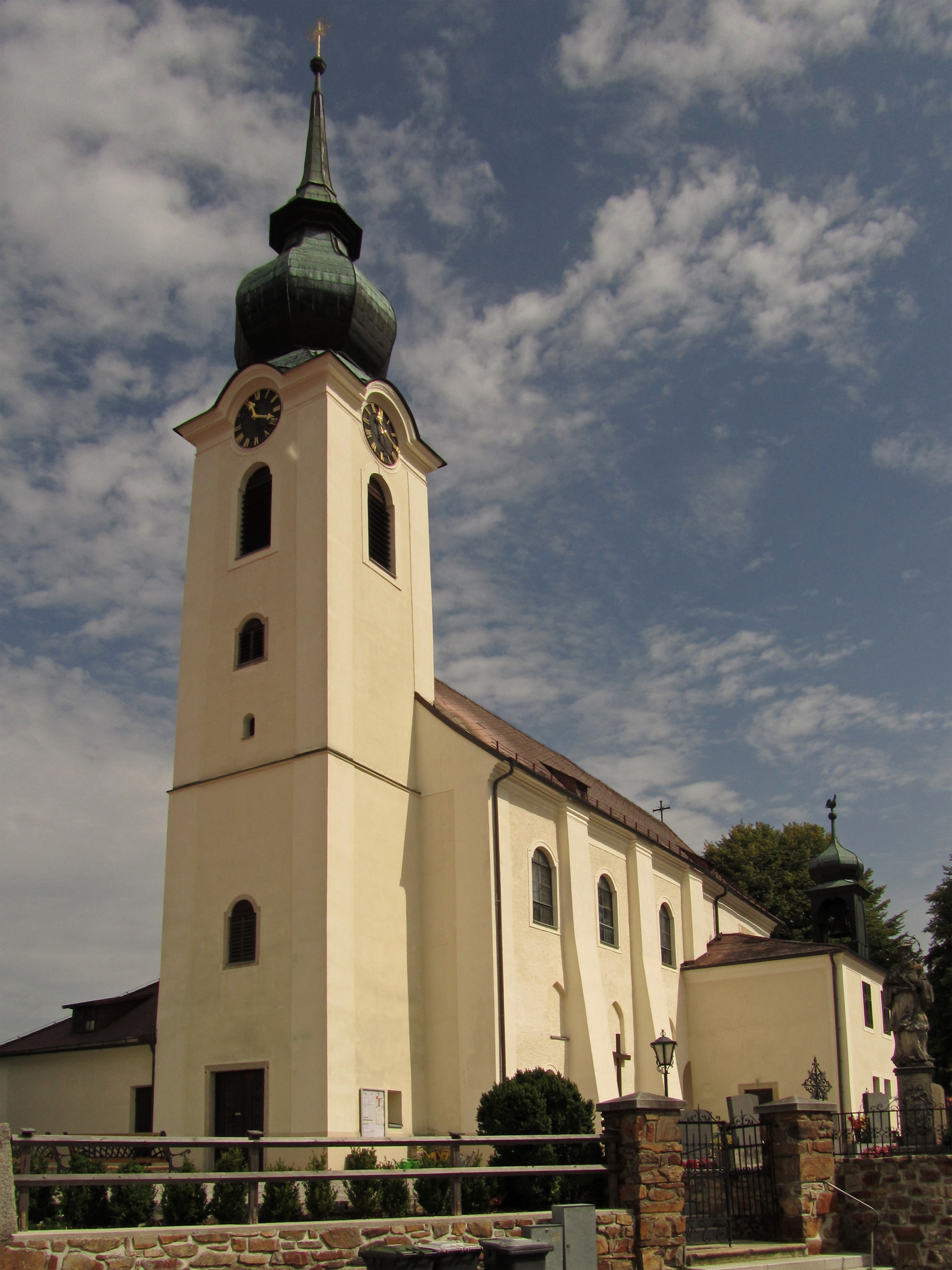
Südwestansicht der Pfarrkirche

Die Pfarrkirche Altenmarkt im Yspertal steht im Ort Altenmarkt in der Marktgemeinde Yspertal im Bezirk Melk in Niederösterreich. Die der heiligen Maria Magdalena geweihte römisch-katholische Pfarrkirche gehört zum Dekanat Maria Taferl in der Diözese St. Pölten. Die Kirche und der Friedhof stehen unter Denkmalschutz (Listeneintrag).

## Geschichte
Altenmarkt wurde als Marktort 1209 und 1282 urkundlich genannt. Zum 13. Jahrhundert wurde eine Pfarre angenommen, urkundlich wurde 1348 eine Pfarre genannt. Es gab Brände im 17. Jahrhundert und auch 1743 einen Brand. 1738 erfolgte wohl eine Barockisierung bzw. 1743/1744 wahrscheinlich mit Leopold Wißgrill. Die Kirche wurde 1961/1964 restauriert und dabei 1961 am südseitigen Langhaus das Bruchsteinmauerwerk des alten Baukerns mit Fensteröffnungen freigelegt.

## Architektur
Die Pfarrkirche steht erhöht im Westen des Marktplatzes und ist von einem Friedhof umgeben. Der barockisierte Kirchenbau hat ein spätromanisches/frühgotisches Langhaus, einen spätgotischen Chor und einen spätbarocken Westturm.
Kirchenäußeres
Das Langhaus hat über mächtigen barocken Strebepfeilern ein verkröpftes Dachgesims mit barocken Rundbogenfenstern unter einem Satteldach. Das nördliche Seitenschiff – die ehemalige Sebastianskapelle – mit barocken Rundbogenfenstern und Pultdach wurde im 20. Jahrhundert durch Zubauten erweitert. Der Chor weist eine Eckquaderung auf und ist von rundbogig veränderten, gotischen Spitzbogenfenstern durchbrochen, an denen zum Teil Reste des ehemaligen Fischblasenmaßwerks freigelegt wurden. Der vorgestellte zweigeschoßige Westturm mit Lisenengliederung, Rundbogenfenstern und einem westlichen Rechteckportal wurde 1767/1768 urkundlich erwähnt und wird mit Uhrengiebeln mit steilem Zwiebelhelm bekrönt. Der zweigeschoßige Sakristeianbau südlich des Chors geht im Untergeschoß wohl auf 1900 zurück, während das Obergeschoß mit einem kleinen Glockentürmchen im dritten Viertel des 20. Jahrhunderts erbaut wurde.
Kircheninneres

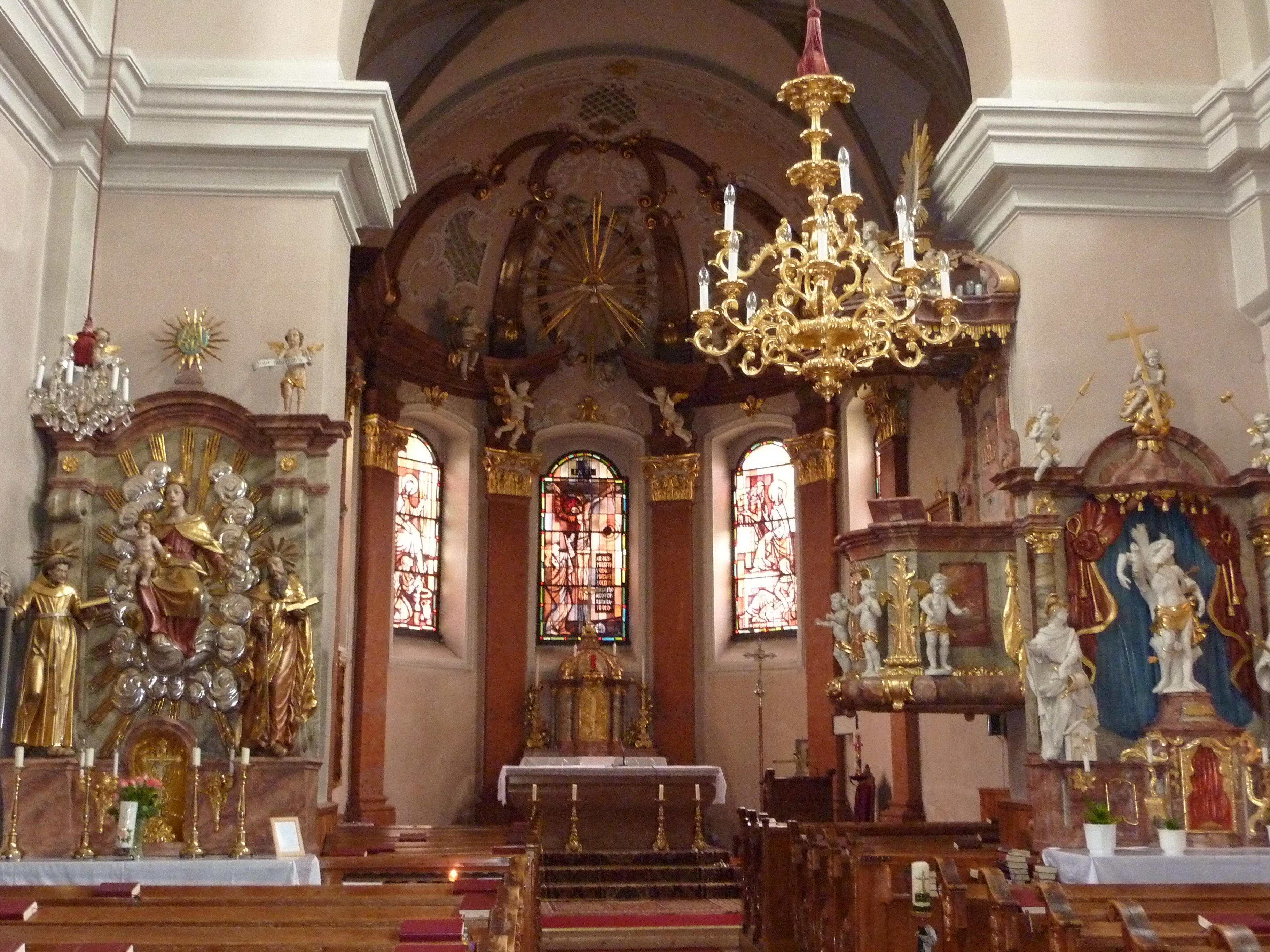
Vom Langhaus zum Chor mit erkennbarem Achsknick

Das dreijochige Langhaus mit einem niedrigeren nördlichen Seitenschiff ist im Hauptschiff durch ein Tonnengewölbe mit Stichkappen von 1743/1744 auf Grundbögen über Pilastern gewölbt und hat ein reich profiliertes, verkröpftes Gesims. Die barocke Westempore über einem gedrückten Tonnengewölbe mit tiefen Stichkappen hat eine stark ausgebauchte, durch Pilaster gegliederte Brüstung mit aufgesetzter Holzbalustrade. Im Norden befinden sich rundbogige Durchbrüche zum schmalen Seitenschiff. Das westliche Joch wurde im dritten Viertel des 20. Jahrhunderts zur Taufkapelle umgestaltet. Der zur gleichen Zeit veränderte Seitenschiffchor ist in zwei Rundbogenarkaden zum Hauptchor geöffnet. Seine Rundbogenfenster sind von zwei romanischen Säulenfragmenten mit Kapitellen flankiert.
Der eingezogene rundbogige Triumphbogen wird vom Kämpfergesims des Langhauses mit umlaufen. Der zweijochige nördlich eingezogene Chor mit einem spürbaren Achsknick mit einer barockisierten Apsis ist mit einem sechsteiligen Sternrippengewölbe auf hochsitzenden polygonalen Konsolen aus der zweiten Hälfte des 15. Jahrhunderts anlaufend mit zwei reliefierten Wappenschlusssteinen überwölbt. Der ehemalige Fünfachtelschluss wurde zur barocken Rundapsis umgestaltet. Im Süden des Chores – von einem großen Leinwandbild verdeckt – ist ein kreisrundes Wappenfresko der Hoyos mit der Jahresangabe 1659.
Die Glasmalerei in der Apsis mit der Legende der hl. Maria Magdalena schuf Carl Geyling’s Erben (1963). In den 1961 freigelegten Fenstern des Langhauses und des Seitenschiffes sind Kopien gotischer Glasfenster bzw. Rekonstruktionen unter Verwendung alter Teile mit der Darstellung Christus am Ölberg nach dem Original in der Grazer Leechkirche um 1310/1315, Anbetung der Könige, hll. Michael und Georg. Im Norden der Taufkapelle hl. Maria Magdalena nach einem Fragment der 1944 zerstörten Verglasung um 1900, im Westen des Seitenschiffes Sieben Schmerzen Mariae und im Seitenschiffchor Christus mit der Dornenkrone mit Thet 1959 bezeichnet.

## Ausstattung

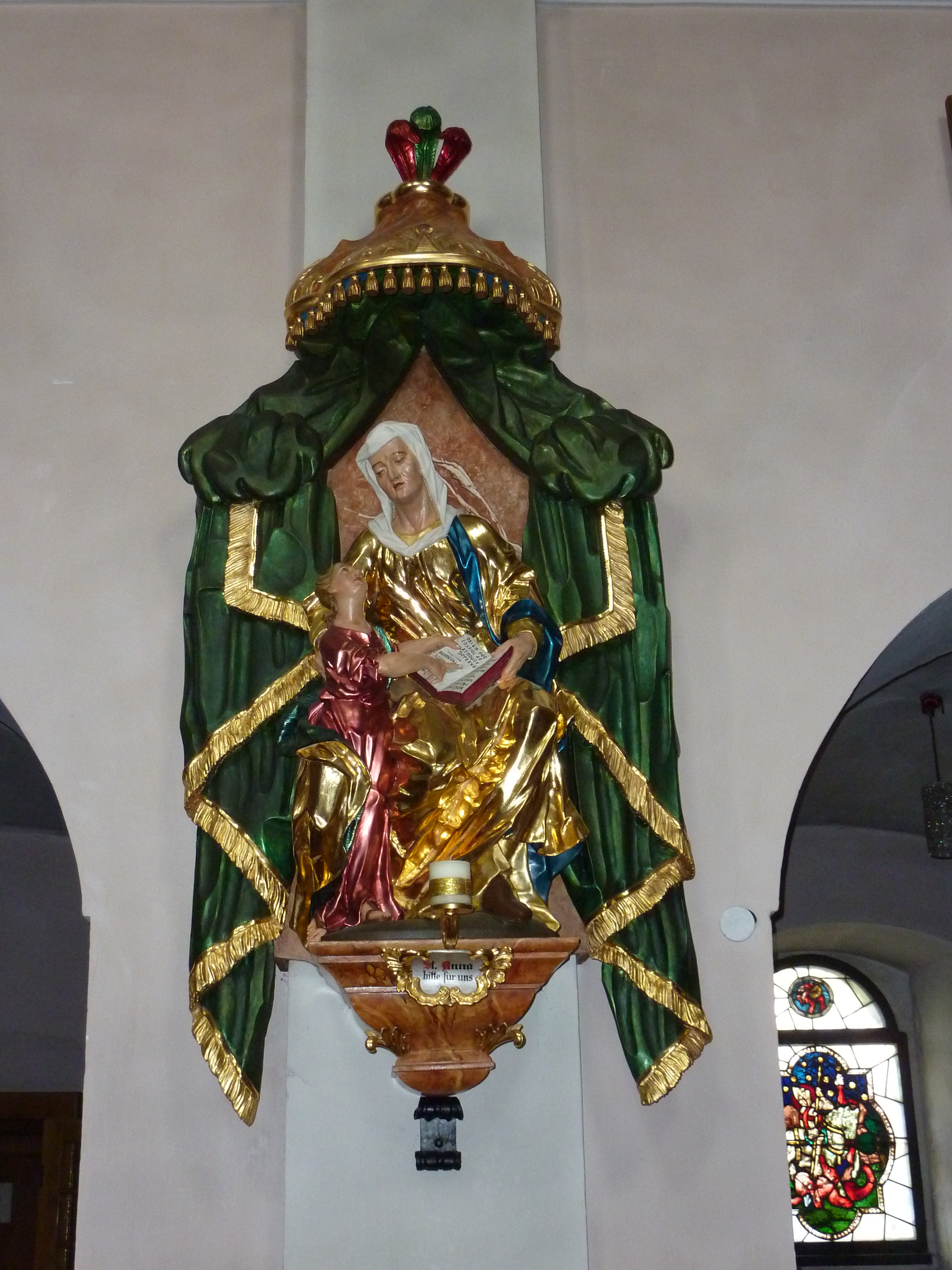
Anna Maria lesen lehrend

Der ehemalige Hochaltar wurde 1964 entfernt. Der freistehende Tabernakel in Tempiettoform aus dem dritten Viertel des 18. Jahrhunderts ist erhalten. Die zwei Seitenaltäre mit flachen reich ornamentierten Wandaufbauten aus 1770/1780 tragen Statuen, links Maria im Strahlenkranz, flankiert von Antonius von Padua und Antonius Eremita, rechts vor einer Rückwand mit Draperie und unter einem Baldachin Sebastian, flankiert von Florian und Johannes Nepomuk, im Auszug Putten mit den Leidenswerkzeugen, alle aus 1775/1780 und weiß gefasst. Die Kanzel aus 1779 zeigt am Korb vier Putten mit flankierenden Eckpilastern, der Schalldeckel ist von einem Putto mit Schwert und den Gesetzestafeln bekrönt.
Eine Konsolstatue im Chor zeigt Christus an der Geißelsäule aus dem dritten Viertel des 18. Jahrhunderts. Eine Konsolstatue unter Baldachinen im Langhaus zeigt Anna Maria lesen lehrend aus dem zweiten Viertel des 18. Jahrhunderts und Josef mit dem Jesuskind aus dem dritten Viertel des 18. Jahrhunderts.
Die Orgel mit 12 Registern baute Leopold Breinbauer (1903).